# كايو برادو جونيور
كايو برادو جونيور هو مؤرخ وفيلسوف وكاتب وجغرافي وأستاذ جامعي وسياسي برازيلي، ولد في 11 فبراير 1907 في ساو باولو في البرازيل، وتوفي في 23 نوفمبر 1990 في ساو باولو في البرازيل. انتخب النائب الاتحادي لساو باولو ‏ (1945 – 1948).